# Pseudophoxinus zekayi
Espèce
Statut de conservation UICN

 VU B2ab(ii,iii) : Vulnérable
Pseudophoxinus zekayi (Ceyhan spring minnow en anglais) est un poisson d'eau douce de la famille des Cyprinidae.

## Répartition
Pseudophoxinus zekayi est endémique du bassin du Ceyhan en Turquie.

## Description
La taille maximale connue pour Pseudophoxinus zekayi est de 98 mm.

## Étymologie
Son nom spécifique, zekayi, lui a été donné en l'honneur de Zekay Atalay.
Son nom commun anglais, Ceyhan spring minnow, fait référence au fleuve Ceyhan où vit cette espèce.

## Publication originale
- Bogutskaya, Küçük & Atalay, 2006 : A description of three new species of the genus Pseudophoxinus from Turkey (Teleostei: Cyprinidae: Leuciscinae). Zoosystematica Rossica, vol. 15, n. 2, p. 335-341[5] (texte intégral).